# 奥罗埃尔
奥罗埃尔（法語：Oroër，法語發音：[ɔʁɔɛʁ]）是法国瓦兹省的一个市镇，属于博韦区。

## 地理
奥罗埃尔（49°29'28"N, 2°10'46"E）面积9.06 平方千米，位于法国上法蘭西大區瓦兹省，该省份为法国北部内陆省份，北起索姆省，西接厄尔省和滨海塞纳省，南至塞纳-马恩省和瓦兹河谷省，东临埃纳省。
与奥罗埃尔接壤的市镇（或旧市镇、城区）包括：阿布维尔圣吕西安、邦利耶、方丹圣吕西安、拉弗赖、布雷什河畔勒伊、沃莱讷。
奥罗埃尔的时区为UTC+01:00、UTC+02:00（夏令时）。

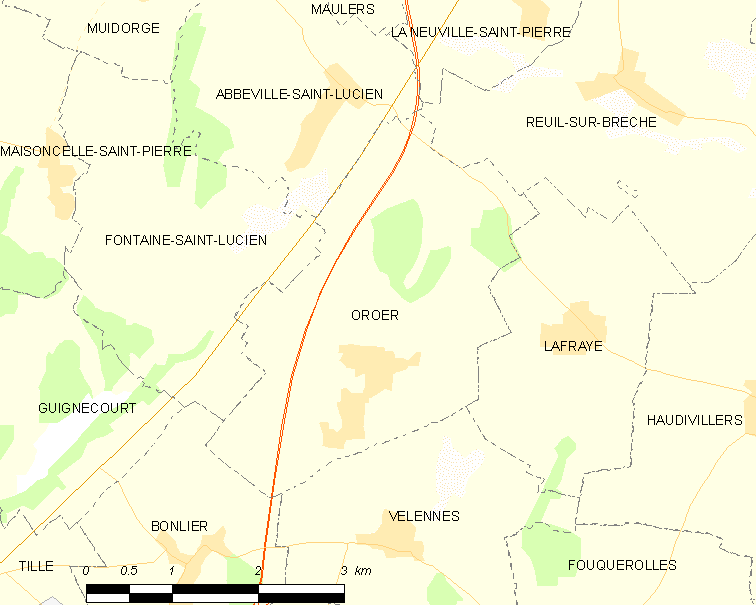
奥罗埃尔的OSM定位图

## 行政
奥罗埃尔的邮政编码为60510，INSEE市镇编码为60480。

## 政治
奥罗埃尔所属的省级选区为穆伊县。

## 人口

1962-2008年间奥罗埃尔人口变化图示

奥罗埃尔于2022年1月1日时的人口数量为541人。